# Jan Klaus
Jan Klaus (* 2. září 1974 Praha) je český ekonom a syn bývalého prezidenta Václava Klause.

## Životopis
Jan Klaus se narodil 2. září 1974 v Praze jako druhý syn ekonoma Václava Klause a jeho manželky Livie Klausové. Jeho bratrem je politik Václav Klaus mladší. Dne 12. června 2000 odpromoval na Vysoké škole ekonomické, obor finance. V září téhož roku se oženil s překladatelkou Veronikou Kancelovou. Od roku 2001 je členem správní rady Nadačního fondu Verda, který podporuje vzdělávání romské mládeže. Později se stal členem ODS v Praze-Ďáblicích. V roce 2005 začal pracovat pro společnost ČEZ. Dne 6. února 2009 však své členství v ODS ukončil, údajně kvůli výsledkům kongresu v roce 2008. V roce 2009 podpořil nově vzniklou Stranu svobodných občanů a později do ní vstoupil. Na ustavujícím sjezdu byl zvolen do republikového výboru Svobodných.
V roce 2012 přešel na novou manažerskou pozici v ČEZ, kde měl velet útvaru controllingu, který dohlíží na hospodaření ostatních oddělení. V lednu 2019 se podruhé oženil, tentokrát s Lucií Trkovou. Má tři děti.